# Йанак Пачо
Йанак Пачо (алб. Janaq Paço; 14 марта 1914, Коница, Греция — 11 июля 1991, Тирана, Албания) — албанский скульптор, педагог. Народный художник НСР Албания (1984, Skulptor i Popullit). Один из самых известных скульпторов Албании XX века.

## Биография

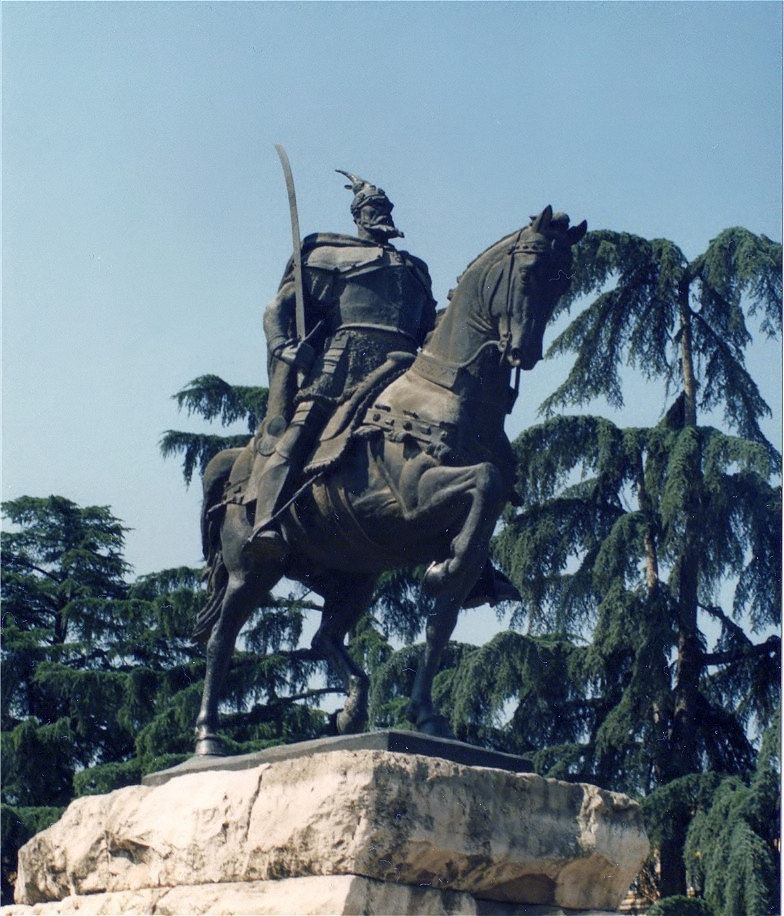
Памятник Скандербегу в Тиране (в соавт. с Одисе Паскали)

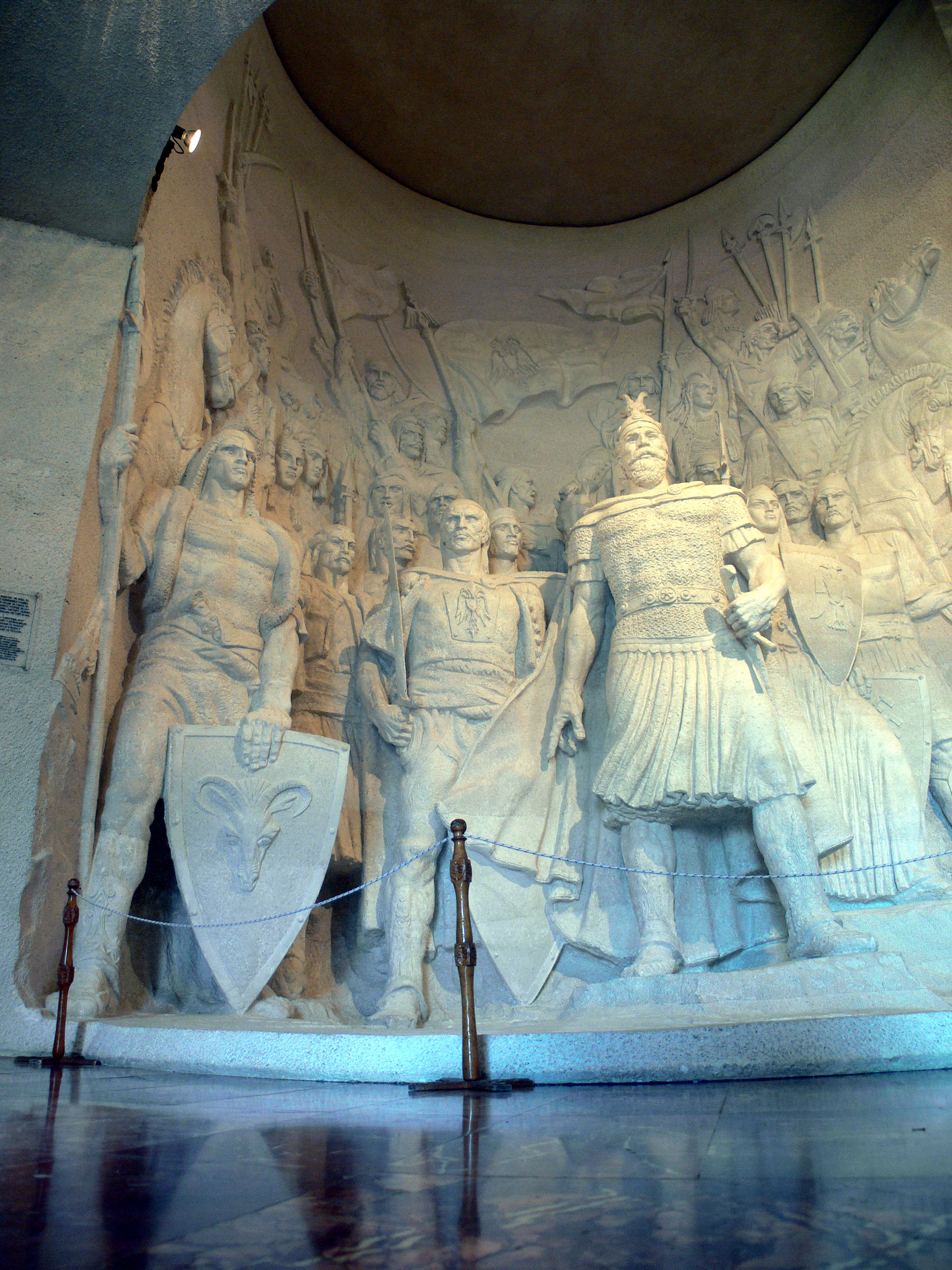
Скульптура «Скандербег со своим народом», Исторический музей в Круе

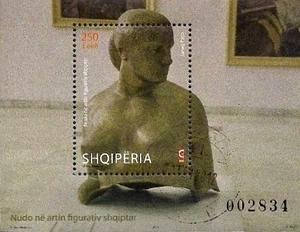
Скульптура «Обнажённая». Национальная галерея изобразительных искусств Албании

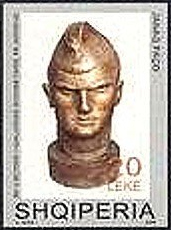
Скульптура «Солдат» на почтовой марке Албании, 2004

В 1933 году окончил среднюю школу в Салониках и поступил в Афинскую школа изящных искусств. С 1941 года жил в Албании. В 1945 году начал преподавать в художественной школе Тираны, где работал всю свою жизнь до выхода на пенсию.
Один из основателей албанской скульптурной школы и традиций.

## Творчество
Автор памятников Скандербегу в Круе, Тиране и Приштине (Республика Косово), а также трехметрового монумента «Гладиаторы», скульптурных портретов (Фану Ноли, Александру Моисси) и бюстов.
Кроме скульптур в духе социалистического реализма, в 1960-х-1970-х годах создал множество работ в жанре Ню, но был вынужден уничтожить их, опасаясь гонений со стороны коммунистического режима. В это время подвергся критике со стороны Албанского союза писателей и художников.
В 1990 году на выставке Pranverë 90 в Национальной картинной галерее был награждён первой премией за скульптуру «Обнажённая». Ранее скульптору запретили выставлять её, поскольку скульптура считалась модернистской и не соответствовала действующей тогда политической доктрине.
В 1984 году ему было присвоено звание Народного артиста Албании.